# Otto von Lutterberg
Otto von Lutterberg (... – 16 febbraio 1270) fu nominato Gran Maestro dell'Ordine di Livonia dal 1267 al 1270.
Subentrò a Konrad von Mandern all'inizio del 1267 e fu a capo dei cavalieri di Livonia fino alla sua morte tre anni dopo. Prima della nomina di Walter von Nordeck come suo successore, è probabile che le funzioni di Gran Maestro siano state temporaneamente assolte da Andreas von Westfalen nel 1270.

## Biografia

Terra Mariana nel 1260. La battaglia di Karuse si svolse presso Väinameri, la porzione di Mar Baltico con cui gli estoni identificano l’area tra le isole di Saaremaa, Hiiumaa, Muhu e Vormsi

Nominato Gran Maestro nel 1267, von Lutterberg ebbe presto diverse questioni a cui badare.
La battaglia di Rakovor ebbe luogo durante il suo comando dell’Ordine livoniano: ad essa presero parte il 18 febbraio 1268 gli eserciti unitisi per l’occasione degli ex cavalieri portaspada, quello danese e le popolazioni locali formate da estoni contro Novgorod e Pskov; l’esito della battaglia è controverso nelle cronache del tempo. Stando a quanto racconta la cronaca rimata della Livonia, Otto von Luttenberg non prese parte alla schermaglia, essendo nello stesso momento impegnato in scontri con le popolazioni della Semigallia.
Nel giugno dell’anno successivo, guidò un gruppo di soldati alla volta di Pskov, dove le forze sotto il suo comando riuscirono ad incendiare il castello di Izborsk, negli immediati pressi della fortezza di Pskov e assediarono quest’ultima. L’assalto si concluse con una tregua, dopo che i difensori riuscirono a ricevere rinforzi provenienti da Novgorod.
Von Luttenberg si recò successivamente nel giro di qualche giorno a Riga, dove rapì e arresto l’Arcivescovo della città Alfred Suerbeer, risolvendo in questa maniera la lotta di potere tra clero e Ordine di Livonia. Il religioso, strenuo sostenitore della dualità del potere temporale e spirituale sotto la mano della Chiesa, fu rilasciato solo quando promise di non fare appello per tale questione al Papa e di non contrastare più le iniziative dei cavalieri livoniani in futuro.
Otto von Luttenberg fu ucciso nel 1270 nel corso della battaglia di Karuse contro il Granducato di Lituania. Fu poi seppellito presso la chiesa di Karuse, un piccolo centro abitato dell’odierna Estonia.